# Etálides
En la mitología griega, Etálides (Αἰθαλίδης / Aithalídēs) es hijo de Hermes y Eupolemía, hija de Mirmidón.
Etálides nunca olvidaba, gracias a una vara que le había regalado su padre. Procedente de Larisa o de Ptía (de la región de Tesalia), formó parte de la tripulación del Argo en busca del vellocino de oro. En esa expedición, por su memoria prodigiosa, hacía de heraldo.
Al final de su vida, el destino de Etálides fue habitar alternativamente entre los vivos y entre los muertos.
Según contaba Heráclides Póntico, Pitágoras, introductor de la tradición de la reencarnación, sostenía recordar sus vidas pasadas: así, sus vidas anteriores habían sido las de Etálides, el argonauta; Euforbo, que peleó en la guerra de Troya; Hermótimo, un filósofo de Clazómenas y Pirro, un pescador de Delos, antes de reencarnarse en Pitágoras.